# Steve Erceg
Pour les articles homonymes, voir Erceg.
Stephen Vincenzo Erceg, plus couramment appelé Steve Erceg, né le 27 juillet 1995 à Perth (Australie), est un pratiquant australien d'arts martiaux mixtes (MMA). Il combat actuellement dans la division des poids mouches de l'Ultimate Fighting Championship.

## Biographie

### Jeunesse
Stephen Vincenzo Erceg naît à Perth.
Fan de catch, Erceg découvre le MMA en visionnant le combat opposant Brock Lesnar, star de la WWE, à Frank Mir en 2008. Impressionné par la victoire de Frank Mir par soumission au 1er round, Erceg s'inscrit à un club de MMA, la Wilkes Martial Arts and Fitness Academy, peu de temps après. Au cours de son apprentissage, il devient ceinture noire de jiu-jitsu brésilien.
Son surnom, « Astro Boy », est né de sa ressemblance avec le personnage éponyme du manga Astro, le petit robot. Son apparence physique lui vaut également d'être surnommé « Le Steve Carell australien ».

### Carrière dans les arts martiaux mixtes

#### Débuts (2016-2023)
Steve Erceg dispute son premier combat profesionnel le 12 février 2016, qu'il remporte. Il subit ensuite sa première défaite des mains de Sean Gauci, avant de rebondir en battant Choi Seung-guk.
Erceg rejoint ensuite l'Eternal MMA, où il devient champion des poids mouches en 2020.
En 2022, invaincu au Eternal MMA, Erceg se voit offrir la possibilité de participer aux Dana White’s Contender Series pour avoir la chance de décrocher un contrat avec l'Ultimate Fighting Championship (UFC), mais doit renoncer à cette opportunité à cause d'un problème de visa.
Il dispute son ultime combat dans la fédération australienne le 11 février 2023 à Perth, la veille de l'UFC 284 se déroulant dans la même ville. Le soir du combat, il défait le Japonais Soichiro Hirai par soumission au 1er round sous les yeux de Hunter Campbell, directeur financier de l’UFC, et Mick Maynard, planificateur de combats pour l'UFC, présents dans la salle.

#### Parcours au sein de l'Ultimate Fighting Championship (2023-)
Steve Erceg rejoint l'Ultimate Fighting Championship (UFC) en février 2023 avec un palmarès de 9 victoires pour 10 combats.
Après que son premier combat dans la fédération prévu contre Clayton Carpenter fut annulé à deux reprises, la première fois à cause d'un problème de visa d'Erceg et la seconde fois due à une blessure de Carpenter, Erceg a accepté, début juin, d'affronter David Dvořák (en), classé 10e de la catégorie et sans adversaire à la suite de la blessure de Matt Schnell (en). Le soir du combat, le 10 juin 2023, Erceg vainc le combattant tchèque via décision unanime, et fait son entrée dans le top 15 de la division, à la 14e place.
Le 11 novembre suivant, l'Australien fait face au Brésilien Alessandro Costa, après que Matt Schnell, l'adversaire initial d'Erceg, se soit retiré du combat pour des raisons non précisées. Il remporte le combat par décision unanime.
Un combat contre Matt Schnell est replanifié pour le 2 mars 2024 et voit Erceg s'imposer par KO d'un crochet du poing gauche, au 2e round,.
Deux mois plus tard, lors de l'UFC 301, le 4 mai 2024, Erceg fait face au champion des poids mouches Alexandre Pantoja, dans un combat en 5 rounds qui voit l'Australien s'incliner par décision unanime.
Le 18 août 2024, il affronte, dans sa ville natale de Perth, le Néo-zélandais Kai Kara-France, malgré sa réticence précédemment exprimée d'affronter un autre océanien. Le soir du combat, il est défait via KO technique au 1er round.

## Palmarès en arts martiaux mixtes
| 16 combats     | 12 victoires | 4 défaites |
| Par KO         | 2            | 1          |
| Par soumission | 6            | 0          |
| Sur décision   | 4            | 3          |

| Résultat | Record | Adversaire        | Méthode                                 | Événement                               | Date               | Round | Temps | Lieu                                          | Notes                                               |
| -------- | ------ | ----------------- | --------------------------------------- | --------------------------------------- | ------------------ | ----- | ----- | --------------------------------------------- | --------------------------------------------------- |
| Défaite  | 12-4   | Brandon Moreno    | Décision unanime                        | UFC sur ESPN : Moreno contre Erceg      | 30 mars 2025       | 5     | 5:00  | Mexico, Mexique                               |                                                     |
| Défaite  | 12–3   | Kai Kara-France   | TKO (coups de poing)                    | UFC 305: du Plessis vs. Adesanya        | 18 août 2024       | 1     | 4:04  | Perth, Australie-Occidentale, Australie       |                                                     |
| Défaite  | 12–2   | Alexandre Pantoja | Décision unanime                        | UFC 301: Pantoja vs. Erceg              | 4 mai 2024         | 5     | 5:00  | Rio de Janeiro, Brésil                        | Pour le titre des poids mouches de l'UFC.           |
| Victoire | 12–1   | Matt Schnell      | KO (coup de poing)                      | UFC Fight Night: Rozenstruik vs. Gaziev | 2 mars 2024        | 2     | 0:26  | Las Vegas, Nevada, États-Unis                 | Performance de la soirée.                           |
| Victoire | 11–1   | Alessandro Costa  | Décision unanime                        | UFC 295: Procházka vs. Pereira          | 11 novembre 2023   | 3     | 5:00  | New York, États-Unis                          |                                                     |
| Victoire | 10–1   | David Dvořák      | Décision unanime                        | UFC 289: Nunes vs. Aldana               | 10 juin 2023       | 3     | 5:00  | Vancouver, Colombie-Britannique, Canada       | Performance de la soirée.                           |
| Victoire | 9–1    | Soichiro Hirai    | Soumission (étranglement arrière)       | Eternal MMA 73                          | 11 février 2023    | 1     | 1:46  | Perth, Australie-Occidentale, Australie       |                                                     |
| Victoire | 8–1    | Paul Loga         | Soumission (étranglement en guillotine) | Eternal MMA 62                          | 30 octobre 2021    | 1     | 2:31  | Perth, Australie-Occidentale, Australie       | Défend le titre des poids mouches du Eternal MMA.   |
| Victoire | 7–1    | Cody Haddon       | Décision unanime                        | Eternal MMA 60                          | 5 juin 2021        | 3     | 5:00  | Perth, Australie-Occidentale, Australie       | Défend le titre des poids mouches du Eternal MMA.   |
| Victoire | 6–1    | Shannon Ross      | Soumission (étranglement arrière)       | Eternal MMA 52                          | 7 mars 2020        | 1     | 4:28  | Gold Coast, Queensland, Australie             | Remporte le titre des poids mouches du Eternal MMA. |
| Victoire | 5–1    | Paul Loga         | KO (coup de poing)                      | Eternal MMA 47                          | 7 septembre 2019   | 1     | 1:31  | Perth, Australie-Occidentale, Australie       |                                                     |
| Victoire | 4–1    | Tim Moore         | Soumission (étranglement bras-tête)     | Eternal MMA 45                          | 25 mai 2019        | 3     | 3:15  | Southport, Queensland, Australie              |                                                     |
| Victoire | 3–1    | Mark Familiari    | Soumission (étranglement arrière)       | Eternal MMA 41                          | 2 mars 2019        | 1     | 4:15  | Perth, Australie-Occidentale, Australie       |                                                     |
| Victoire | 2–1    | Choi Seung-guk    | Décision unanime                        | Hex Fight Series 15                     | 21 juillet 2018    | 3     | 5:00  | Northbridge, Australie-Occidentale, Australie |                                                     |
| Défaite  | 1–1    | Sean Gauci        | Décision unanime                        | Hex Fight Series 11                     | 1er septembre 2017 | 3     | 5:00  | Melbourne, Victoria, Australie                |                                                     |
| Victoire | 1–0    | Ryan Robertson    | Soumission (étranglement en guillotine) | CDL Super Card                          | 12 février 2016    | 2     |       | Perth, Australie-Occidentale, Australie       |                                                     |